# Софія Русова (монета)
«Софі́я Ру́сова» — ювілейна монета номіналом 2 гривні, випущена Національним банком України. Присвячена 160-річчю від дня народження видатного українського педагога в галузі дошкільного виховання, громадсько-освітнього діяча, письменниці, історика, етнографа, мистецтвознавця, літературного критика, однієї з організаторів жіночого руху, яка присвятила своє життя створенню національної системи виховання й освіти, — Софії Федорівні Русовій (уродженій Ліндфорс).
Монету було введено в обіг 18 лютого 2016 року. Вона належить до серії «Видатні особистості України».

## Опис та характеристики монети
| Номінал грн. | Метал      | Маса, грам | Діаметр, мм. | Якість виготовлення       | Гурт     | Тираж, штук |
| ------------ | ---------- | ---------- | ------------ | ------------------------- | -------- | ----------- |
| 2            | нейзильбер | 12,8       | 31           | спеціальний анциркулейтед | рифлений | 25 000      |

### Аверс
На аверсі монети розміщено: угорі малий Державний Герб України, праворуч півколом напис — «УКРАЇНА», зазначення номіналу — «2/ГРИВНІ» та року карбування монети — «2016», вислів Софії Русової: «У ЖИТТІ КОЖНОЇ/ ШЛЯХЕТНОЇ ЛЮДИНИ/ МАЄ СВІТИТИ ВЕЛИКА/ ЯСНА ЗІРКА:/ ЩАСЛИВА ДОЛЯ/ РІДНОГО/ КРАЮ» (унизу); ліворуч — лампа як символ просвітництва; унизу — логотип Монетного двору Національного банку України.

### Реверс
На реверсі монети зображено портрет Софії Русової, під яким написи: «СОФІЯ РУСОВА/ 1856—1940».

## Автори

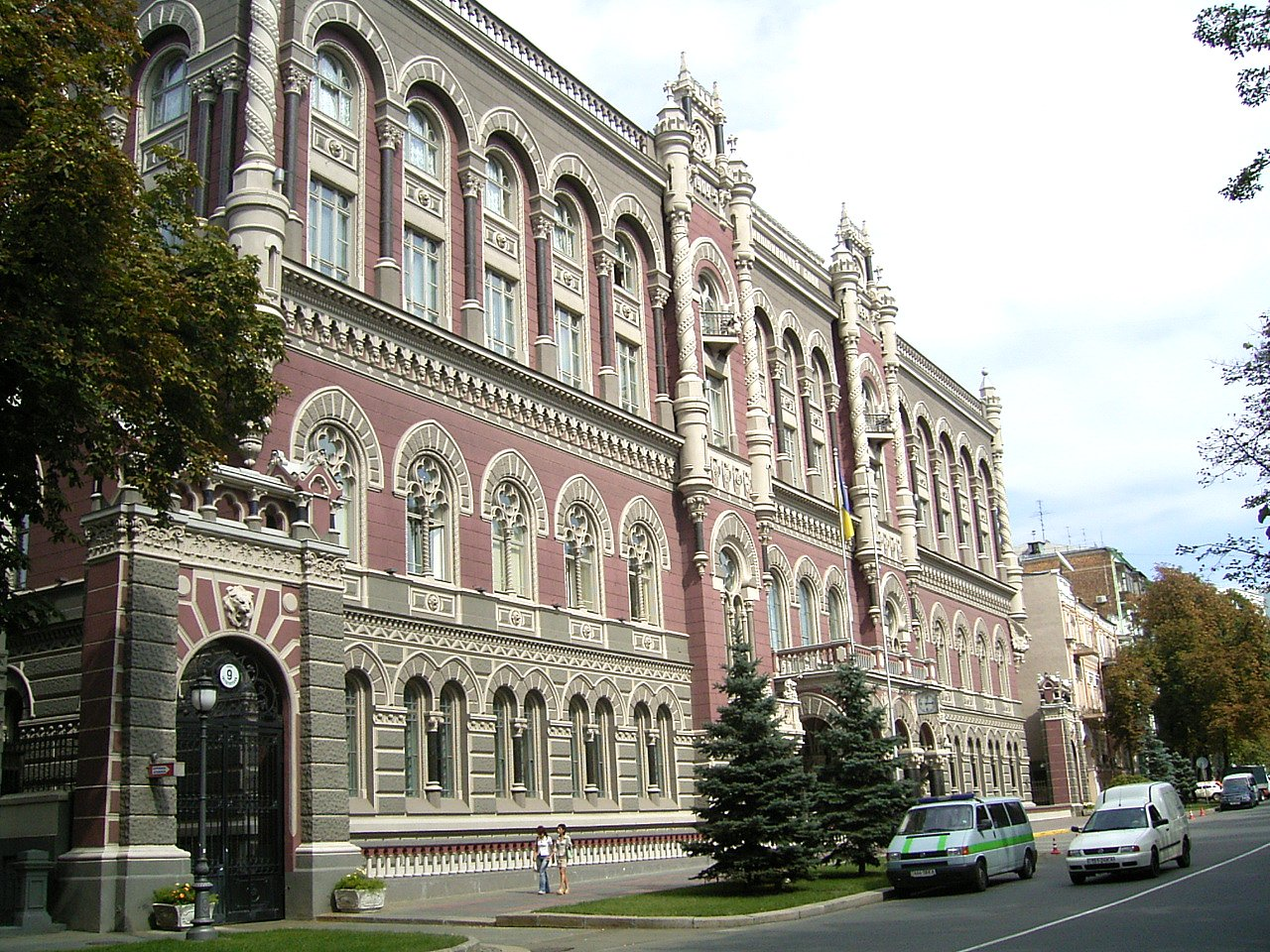
Будівля Національного банку України

- Художники: Таран Володимир, Харук Олександр, Харук Сергій.
- Скульптори: Атаманчук Володимир, Іваненко Святослав.

## Вартість монети
Під час введення монети в обіг 2016 року, Національний банк України реалізовував монету через свої філії за ціною 30 гривень.
Фактична приблизна вартість монети, з роками змінювалася так:
| Рік        | 2016 | 2017 | 2018 | 2019 | 2020 | 2021 | 2022 | 2023 | 2024 | 2025 |
| ---------- | ---- | ---- | ---- | ---- | ---- | ---- | ---- | ---- | ---- | ---- |
| Ціна, грн. | 38   | 70   | 70   | 70   | 70   | 70   | 75   | 100  | 270  | 270  |